# Central de Regulació de la Séquia Monar
La Central de Regulació de la Séquia Monar és una obra de Salt (Gironès) protegida com a bé cultural d'interès local.

## Descripció
És un edifici aïllat de planta rectangular situat sobre la séquia amb les comportes de regulació a la part posterior. Es desenvolupa en dos nivells i té la coberta de teula plana estructurada a quatre vessants. Les parets són arrebossades amb un senzill guardapols fet amb el mateix material a la part superior de les obertures.

## Història
Es va construir l'any 1924. La séquia Monar és un corrent desviat del Ter que antigament proporcionava aigua a les hortes i antics molins medievals. Actualment aquesta aigua també s'usa per les fàbriques de filats existents en el municipi.